# Ypiranga (canhoneira)
O Ypiranga foi uma canhoneira da Armada Imperial Brasileira, tendo atuado na Guerra do Paraguai. Foi o terceiro navio a ostentar esse nome na Marinha do Brasil, referente ao riacho histórico de São Paulo, e foi o primeiro navio de guerra a hélice projetado e construído no Brasil. 

## Características
Foi lançado em 1854 e possuía uma tripulação de até 171 homens. Era impulsionado por um motor a vapor com potência de 70 hp que impulsionava uma hélice que lhe permitia alcançar uma velocidade de até 9 nós. As suas dimensões era de 39,4 metros de comprimento; 5,52 metros de largura e 2,63 metros de calado, com deslocamento de 350 toneladas. Era equipado com 7 canhões,  sendo uma peça de calibre 30 de 2ª classe, disposto em rodizio, e seis outras, do mesmo calibre e de 5ª classe, posicionadas em bateria. Sua guarnição, em tempos de paz, era definida em 104 homens.
Teve sua quilha batida em 20 de outubro de 1852 e foi batizada, por meio de Aviso de 20 de dezembro do mesmo ano, em homenagem ao histórico riacho paulista junto ao qual Dom Pedro lançou o brado da Independência do Brasil. Foi lançada ao mar em 29 de setembro de 1854 e a 19 de outubro desse ano foi realizada sua mostra de armamento.Teve como o seu primeiro comandante, o Capitão-Tenente João Gomes de Aguiar. 
O Ypiranga foi projetado por Napoleão João Baptista Level e construído pelo Arsenal de Marinha do Rio de Janeiro, tendo sido o primeiro navio de guerra a hélice produzido no país. 

## História

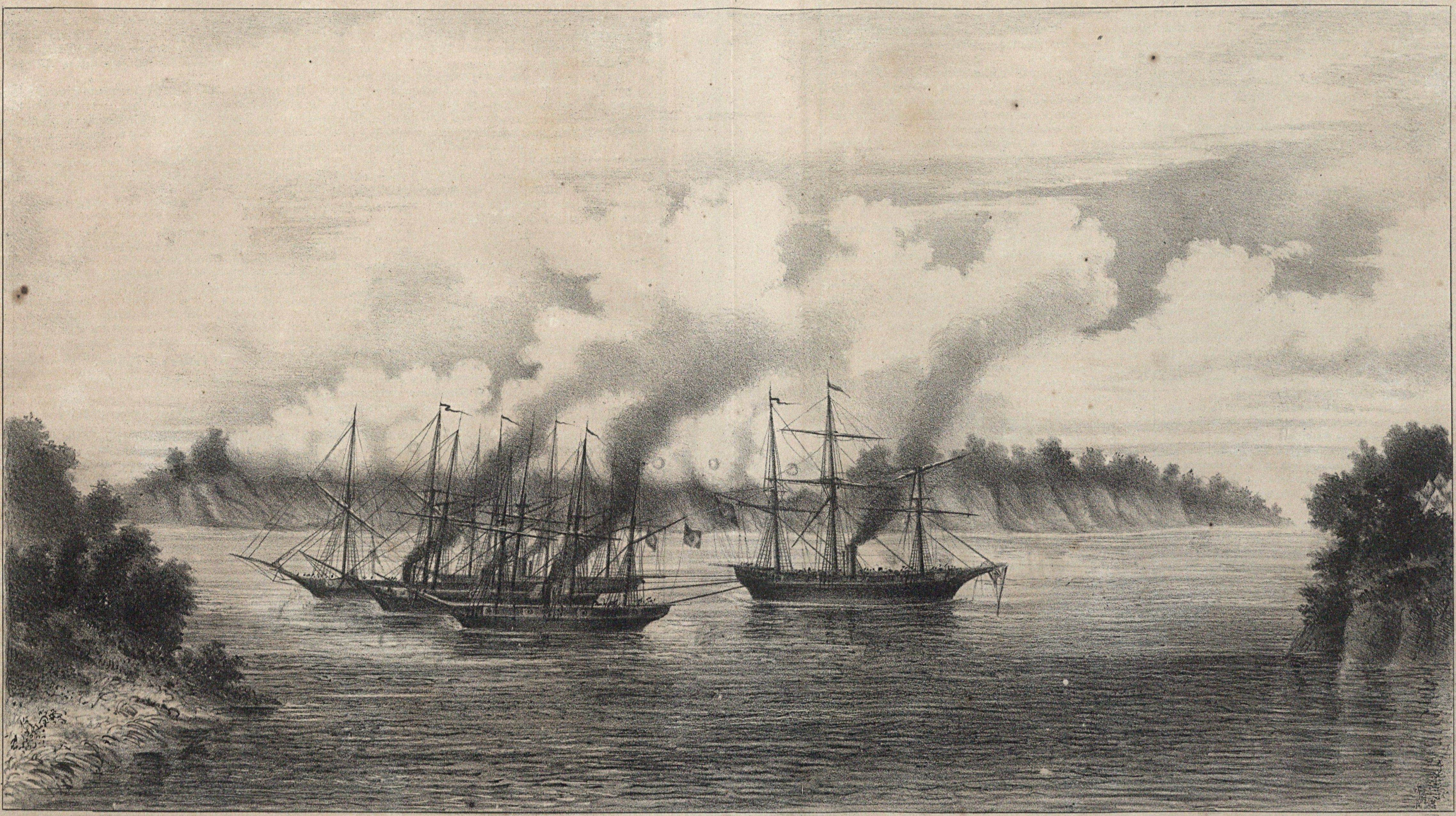
Episódios do dia 13 de junho de 1865. Combate Naval de Riachuelo. Os vapores Ypiranga (com Álvaro de Carvalho), Vapor Mearim (com Barbosa), Vapor Araguari (com Hoonholtz) e Vapor Iguatemi (com Coimbra), trabalhando em desencalhar o Jequitinhonha. Por Fleiuss (1865).

Em 18 de maio de 1863, assumiu seu comando o Capitão-Tenente Manuel Antônio Vital de Oliveira, que, a 27 de janeiro de 1864, auxiliou a Canhoneira francesa Lutim no salvamento de uma galera da mesma nacionalidade que naufragara no litoral fluminense. A 18 de fevereiro desse ano, partiu para serviços hidrográficos ao Sul do Brasil.
O Ypiranga participou desde de o início da Guerra do Paraguai, sendo sua primeira atuação, o bloqueio de 5 de abril de 1865. Em 5 de abril de 1865, partiu para o bloqueio naval ao Paraguai, fazendo parte da Divisão do Chefe José Segundino de Gomensoro.
Em 30 de abril de 1865, o vapor partiu para Buenos Aires sob o comando do 1º Tenente Álvaro Augusto de Carvalho com o objetivo de subir o Rio Paraná a fim de bloquear, efetivamente, as Forças Navais inimigas. O navio fazia parte da esquadra do Almirante Barroso, junto da Fragata Amazonas (capitânia), e pelas Corvetas Beberibe, Belmonte e Parnahyba e pelas canhoneiras Araguary, Mearim, Iguatemy e Jequitinhonha. Para essa missão contava  com 98 praças e 8 oficiais da Armada em sua tripulação, além de um destacamento embarcado composto por 61 soldados e 4 oficiais da Polícia do Rio de Janeiro.
Em 11 de junho de 1865, a Esquadra travou com o inimigo a Batalha Naval do Riachuelo.  O Comandante elogiou os seguintes oficiais e praças: Primeiro-Tenente Joaquim Cândido dos Reis, imediato; Segundo-Tenente José Cândido Guillobel e Antônio Maria do Couto; Guarda-Marinha Francisco Augusto de Paiva Bueno Brandão; Escrivão José Carlos de Gouveia Faria; Comissários José de Tavora Noronha de Almada e Vasconcellos Freire de Andrade; Cirurgião Dr. Manuel Joaquim de Saraiva; Alferes do Depósito do Corpo da Polícia Faustino José da Silveira e os Alferes, do mesmo corpo, Antônio Firmino da Costa e José Joaquim Rodrigues de Araujo; Primeiro Engenheiro Maquinista James Ronfrew, Segundo-Tenente Pedro Xavier Ferreira; Mestre do Navio Lauriano do Nascimento; Guardião Manuel Joaquim; Escrevente Manuel Jesser de Sá; Prático José Ricardo; Imperiais-Marinheiros Manuel Joaquim dos Mártires e Antônio Garcindo. O navio apenas teve morto um grumete e alguns feridos nesse embate. Restando algumas avarias no material que foram facilmente reparadas. 
Ainda na Campanha da Guerra da Tríplice Aliança, a 18 de junho de 1865, seguiu com a Esquadra para forçar o passo fortificado de Mercedes e, a 12 de agosto, suspendeu a fim de forçar o passo de Cuevas. Nesse combate, a Ypiranga, que cerrava a coluna devido à sua pouca marcha, foi fortemente atacada pelas Forças inimigas, restando então um morto e sete feridos. 
Seu comandante, Primeiro-Tenente Álvaro Augusto de Carvalho, mesmo abatido em razão da febre tifoide, contrariando seus comandados, foi transportado até o convés onde pôde comandar as ações de seus homens durante todo o combate.Em 05 de setembro de 1865, 1º Tenente Álvaro Augusto de Carvalho faleceu em decorrência de uma febre tifóide em hospital de Buenos Aires.
Em 16 de novembro de 1865, a ordem do dia n.º 21 do Comandante da Divisão no Paraná nomeou o Capitão-Tenente Francisco José de Freitas o novo comandante da Ypiranga. O Capitão-Tenente Freitas assumiu o comando em Buenos Aires. 

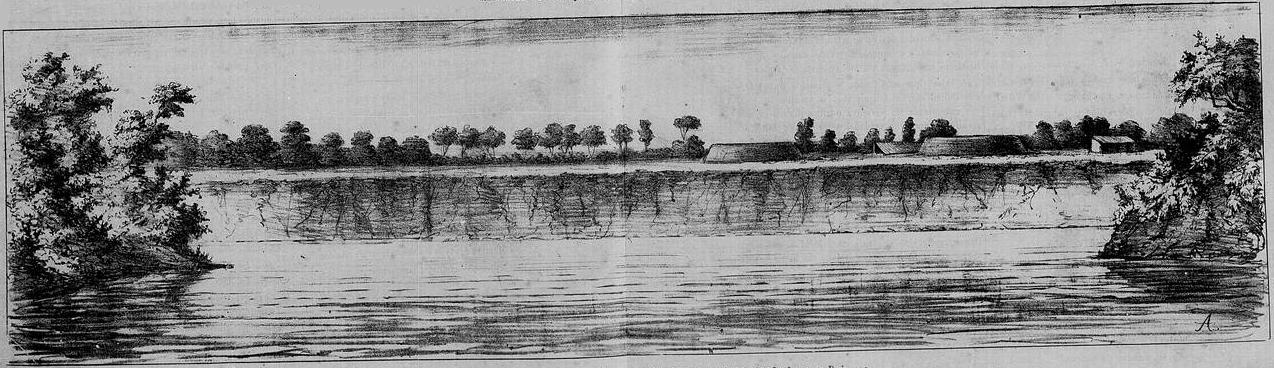
Vista dos barrancos e fortificações de Curupaity, tomada de bordo do vapor Princesa.

Em 16 de abril de 1866, tomou parte nas ações no passo de Vitória, onde lhe coube a função de proteger o desembarque das tropas do Exército. Ainda nesse mesmo mês, participou dos bombardeios contra posições inimigas na Fortaleza de Itapiru.  A 13 de julho, o Primeiro-Tenente Antônio Maria do Couto e sete praças de escaler de ronda foram mortos, vítimas da explosão de um torpedo. Em setembro de 1866, participou dos bombardeios ao Forte de Curuzú e ao Forte de Curupaiti. 
Após término dos combates na Campanha da Tríplice Aliança e a consequente declaração de paz, retornou ao Rio de Janeiro.
Por Aviso, de 28 de abril de 1875, passou à subordinação do 2o Distrito Naval e, por meio de outro Aviso, de 10 de julho de 1877, foi posta em disponibilidade. Em setembro de 1881 suspendeu de Pernambuco para o Atol das Rocas, levando a bordo o Engenheiro Militar Coronel Alvim para estudar a colocação de um farol naquele ponto. Permanecendo naquela localidade do dia 24 de setembro até 27 de outubro desse mesmo ano.

## Comandantes
- Capitão-Tenente Francisco José de Freitas, de 16 de novembro de 1865 a 06 de abril de 1868
- 1º Tenente Álvaro Augusto de Carvalho, de 1865 a 05 de setembro de 1865
- 1º Tenente Manuel Antônio Vital de Oliveira, de 1862 a 1864
- 1º Tenente José Maximiliano de Melo e Alvim, de 1861 a
- Capitão-Tenente Vitório José Barbosa de Lomba, de 1855 a
- Capitão-Tenente João Gomes de Aguiar, de 19 de outubro de 1854 a 1855